# 中共满洲省委旧址
中共满洲省委旧址位于中国辽宁省沈阳市和平区，为全国重点文物保护单位。1927年至1931年期间，此处为当时中国共产党在中国东北地区的党组织领导机关——中共满洲省委的总部所在地。

## 历史
1927年10月，中共东北地区第一次党员代表大会召开，并选出第一届中共满洲省委临时委员会，省委所在地为奉天福安里14号（今沈阳市和平区皇寺路福安巷3号）。此处靠近当时沈阳最繁华的商业区北市场，流动人口较多，人员鱼龙混杂，便于从事地下活动。1931年“九一八事变”后，中共满洲省委离开沈阳，撤往当时尚未落入日军之手的哈尔滨。
1985年，沈阳市人民政府将该建筑列入市重点文物保护单位，并将其辟为纪念馆，于次年对外开放；1988年，中共满洲省委旧址被确定为省级文物保护单位，2019年被列入第八批全国重点文物保护单位。中共沈阳市委、沈阳市人民政府多次拨款对中共满洲省委旧址进行维修保护，纪念馆的开放面积从最初的200余平方米增加到2500平方米。馆内《中共满洲省委历史陈列》作为长期基本陈列，内容为中共满洲省委自成立至撤销共计8年零8个月的历史，展出文物展品300余件，图片资料1200余份。

## 建筑布局
中共满洲省委旧址建筑整体坐北朝南，为硬山式青砖瓦房，面阔六间，进深一间，属于当时典型的民宅。六间房舍中，东侧四间为中共满洲省委所用，自东向西依次为厨房兼餐厅、秘书处办公室、客厅兼会议室、时任省委书记陈为人及夫人韩慧芝的卧室；西侧两间目前作为场景复原陈列室。另外，因沈阳北站改造而被迫拆迁的刘少奇旧居（刘少奇于1929年至1930年担任中共满洲省委书记）也依原貌在中共满洲省委旧址附近复建。